# George MacLeod
George Fielden MacLeod, Barão MacLeod de Fuinary, Bt, MC (17 de junho de 1895 – 27 de junho de 1991) foi um clérigo da Igreja da Escócia. Ele fundou a Comunidade de Iona na ilha de Iona e serviu como Moderador da Assembleia Geral da Igreja da Escócia.

## Família e educação
Ele nasceu em Glasgow em 1895. Seu pai (Sir John MacLeod) foi um empresário de sucesso antes de entrar na política como um deputado unionista; sua mãe Edith era de uma rica família lancastriana (dona de fábricas de algodão). Seu avô paterno era o altamente respeitado Revd. Norman MacLeod da Barony Church, Glasgow, um moderador da Assembleia Geral da Igreja da Escócia e capelão da Rainha Vitória. Vários membros da família foram ministros da Igreja da Escócia, vários deles moderadores da Assembleia Geral.
MacLeod foi educado no Winchester College e no Oriel College, Oxford.

## Serviço na Primeira Guerra Mundial
Após a eclosão da Primeira Guerra Mundial, e tendo sido um cadete no Corpo de Treinamento de Oficiais, MacLeod foi comissionado no Argyll e Sutherland Highlanders, Exército Britânico, como um segundo-tenente temporário em 19 de setembro de 1914. Ele viu o serviço ativo pela primeira vez na Grécia. Após adoecer com disenteria, ele foi enviado de volta para a Escócia para se recuperar, após o que foi enviado para Flandres. Em 24 de junho de 1917, ele foi feito ajudante e promovido a capitão interino. Ele viu a ação em Ypres e Passchendaele. Ele foi condecorado com a Cruz Militar (MC) em outubro de 1917, e a Croix de Guerre francesa com palma por bravura em 1918.
T.-Lt. George Fielden MacLeod, Arg. e Suth'd Highrs.
Por notável bravura e dedicação ao dever como ajudante, voluntariando-se para atuar na linha de defesa organizada às pressas quando não havia mais oficiais da companhia. Ele também desempenhou suas funções como ajudante e foi de grande ajuda para manter a coesão.

— Citação da Cruz Militar no The London Gazette 

## Ministério
MacLeod se converteu em um vagão de trem retornando da licença para o front, e depois do término da guerra, estudou teologia na Universidade de Edimburgo, seguido por um ano no Seminário Teológico da União, em Nova York (1921-1922). Ao retornar à Escócia, foi convidado a se tornar Assistente na Catedral de St. Giles. Durante esse período, ele se tornou cada vez mais preocupado com a questão da desigualdade social na Escócia. Em 1924, ele foi ordenado ministro da Igreja da Escócia, para ser Padre da instituição Toc H (Talbot House) na Escócia. Após um desentendimento, ele renunciou ao Toc H em 1926, mas foi convidado a se tornar ministro associado na Igreja de St. Cuthbert, em Edimburgo.
Em 1930, ele decidiu deixar a Igreja de São Cuthbert para se tornar pastor na Igreja Paroquial de Govan, uma das áreas mais pobres e carentes de Glasgow. Devido ao seu ritmo de trabalho, em 1932, ele sofreu um colapso. Passou algum tempo se recuperando em Jerusalém no início de 1933 e enquanto rezava em uma Igreja Ortodoxa Oriental no dia de Páscoa, teve uma profunda experiência espiritual, que influenciaria fortemente o resto de sua vida.

## Iona
Ele se demitiu da igreja de Govan no final da década de 1930 para se tornar o líder em tempo integral da Comunidade de Iona, que ele fundou em 1938, como um projeto que, esperava, diminuiria a distância que ele percebia entre a igreja e os trabalhadores. Seus esforços começaram no início da década de 1930, quando ele comprou Fingleton Mill como um refúgio para os pobres de Glasgow. A Abadia de Iona foi reconstruída pelo trabalho de ministros, estudantes e trabalhadores desempregados e a Comunidade de Iona se desenvolveu como uma comunidade ecumênica internacional.
Os membros plenos da comunidade aderem a uma regra comum de oração e estudo da Bíblia, além de professarem um compromisso com a justiça social. Membros plenos e associados reúnem-se principalmente em grupos locais, exceto por quatro sessões plenárias por ano, incluindo uma que dura pelo menos uma semana em Iona. No início do século XXI, a Comunidade de Iona contava com cerca de 300 membros plenos e mais de 1.000 membros associados em todo o mundo.

## Vida posterior
Em abril de 1944, ele sucedeu como o 4º Baronete MacLeod, de Fuinary, Morven, co. Argyll.
Durante a Segunda Guerra Mundial, ele serviu como ministro substituto em Canongate Kirk, em Edimburgo, uma paróquia também afetada pela pobreza.
Em 1948 (aos 53 anos), casou-se com Lorna Helen Janet MacLeod. Lorna era filha do reverendo Donald MacLeod, e tiveram três filhos: Eva, John Maxwell e Neil David. Ela faleceu em 1984.
Imediatamente após o casamento, viajaram para a Austrália para uma viagem de pregação. Foi convidado a retornar à Igreja Paroquial de Govan, mas o Presbitério de Glasgow recusou-se a aprovar sua nomeação, dado seu desejo de continuar liderando ativamente a Comunidade de Iona. O "Caso Govan", como se tornou conhecido, foi encaminhado à Assembleia Geral; por fim, foi-lhe negada a permissão para acumular os dois cargos. Ele liderou a Comunidade de Iona até 1967.
Contudo, MacLeod permaneceu como uma das figuras mais importantes da Igreja da Escócia. Em 1957, foi eleito Moderador da Assembleia Geral, embora um comissário tenha se levantado e perguntado se seria apropriado que um homem que havia sido descrito como estando "a meio caminho de Roma e a meio caminho de Moscou" fosse o Moderador.
Reverendo MacLeod foi um dos signatários do acordo para convocar uma convenção para redigir uma constituição mundial entre 1961-1962. Como resultado, pela primeira vez na história da humanidade, uma Assembleia Constituinte Mundial se reuniu para redigir e adotar a Constituição da Federação da Terra.
Em 6 de fevereiro de 1967, MacLeod foi agraciado com o título de nobreza, tornando-se Barão MacLeod de Fuinary, de Fuinary em Morven, no Condado de Argyll. Foi o único ministro da Igreja da Escócia a receber essa honraria. Ele foi apresentado à Câmara dos Lordes em 15 de fevereiro de 1967. Mais tarde, ele se tornou o primeiro par a representar o Partido Verde. Seu título vitalício expirou em sua morte, mas seu filho herdou o de baronete, se tornando Sir John Maxwell Norman MacLeod, 5º Bt.
Em 1968, foi eleito Reitor da Universidade de Glasgow, após enfrentar forte concorrência. Permaneceu no cargo até 1971.
A influência de George MacLeod na Igreja da Escócia foi considerável. Sua ênfase inicial na missão paroquial foi geralmente bem-vinda e favoravelmente comparada às campanhas de seu contemporâneo, DP Thomson.
Em 1989, MacLeod recebeu o Prêmio Templeton por seu trabalho e esforços com a Comunidade de Iona.
Lord MacLeod faleceu em sua casa, em Edimburgo, após algum tempo doente.